# Tortefontaine
Tortefontaine település Franciaországban, Pas-de-Calais megyében. Lakosainak száma 232 fő (2022. január 1.). Tortefontaine Gouy-Saint-André, Douriez, Mouriez, Dompierre-sur-Authie és Ponches-Estruval községekkel határos.

## Népesség
A település népessége az elmúlt években az alábbi módon változott:
| Lakosok száma | 259  | 237  | 232  | 222  | 218  | 212  | 219  | 225  | 232  |
|               | 2013 | 2015 | 2016 | 2017 | 2018 | 2019 | 2020 | 2021 | 2022 |